# Jakub Plšek
Jakub Plšek (ur. 13 grudnia 1993 w Jasenná) – czeski piłkarz występujący na pozycji pomocnika w węgierskim klubie MTK Budapest oraz młodzieżowy reprezentant Czech.

## Kariera klubowa

### Puskás Akadémia
W lidze zadebiutował 6 października 2012 roku w wygranym 1:0 wyjazdowym meczu z FK Mladá Boleslav, przeciwko któremu również 21 kwietnia 2013 roku strzelił swojego pierwszego ligowego gola. 18 października 2016 roku strzelił pięć goli w meczu Czeskiej Narodowej Ligi Piłki Nożnej z Prostějovem 7:0.

## Statystyki kariery

### Klubowe
(aktualne na dzień 10 lutego 2024)
| Klub               | Sezon              | Liga                | Liga  | Liga   | Puchar kraju | Puchar kraju | Europa | Europa | Inne  | Inne   | Łącznie | Łącznie |
| Klub               | Sezon              | Liga                | Mecze | Bramki | Mecze        | Bramki       | Mecze  | Bramki | Mecze | Bramki | Mecze   | Bramki  |
| ------------------ | ------------------ | ------------------- | ----- | ------ | ------------ | ------------ | ------ | ------ | ----- | ------ | ------- | ------- |
| Sigma Ołomuniec    | 2012/13            | 1. liga             | 9     | 1      | 4            | 0            | –      | –      | –     | –      | 13      | 1       |
| Sigma Ołomuniec    | 2013/14            | 1. liga             | 7     | 0      | 1            | 0            | –      | –      | –     | –      | 8       | 0       |
| Sigma Ołomuniec    | 2014/15            | 2. liga             | 26    | 10     | –            | –            | –      | –      | –     | –      | 26      | 10      |
| Sigma Ołomuniec    | 2015/16            | 1. liga             | 21    | 2      | 3            | 2            | –      | –      | –     | –      | 24      | 4       |
| Sigma Ołomuniec    | 2016/17            | 2. liga             | 28    | 18     | 1            | 0            | –      | –      | –     | –      | 29      | 18      |
| Sigma Ołomuniec    | 2017/18            | 1. liga             | 29    | 11     | 2            | 2            | –      | –      | –     | –      | 31      | 13      |
| Sigma Ołomuniec    | 2018/19            | 1. liga             | 30    | 5      | 2            | 3            | 4      | 0      | –     | –      | 36      | 8       |
| Sigma Ołomuniec    | 2019/20            | 1. liga             | 20    | 7      | 1            | 0            | –      | –      | –     | –      | 21      | 7       |
| Sigma Ołomuniec    | Ogólnie            | Ogólnie             | 170   | 54     | 14           | 7            | 4      | 0      | –     | –      | 188     | 61      |
| Puskas Akadémia    | 2019/20            | Nemzeti Bajnoksag I | 15    | 0      | 4            | 0            | –      | –      | –     | –      | 19      | 0       |
| Puskas Akadémia    | 2020/21            | Nemzeti Bajnoksag I | 29    | 7      | 1            | 3            | 1      | 0      | –     | –      | 31      | 10      |
| Puskas Akadémia    | 2021/22            | Nemzeti Bajnoksag I | 20    | 4      | –            | –            | 4      | 1      | –     | –      | 24      | 5       |
| Puskas Akadémia    | 2022/23            | Nemzeti Bajnoksag I | 9     | 1      | 2            | 0            | –      | –      | –     | –      | 11      | 1       |
| Puskas Akadémia    | 2023/24            | Nemzeti Bajnoksag I | 20    | 5      | –            | –            | –      | –      | –     | –      | 20      | 5       |
| Puskas Akadémia    | Ogólnie            | Ogólnie             | 93    | 17     | 7            | 3            | 5      | 1      | –     | –      | 105     | 21      |
| Ogólnie w karierze | Ogólnie w karierze | Ogólnie w karierze  | 263   | 71     | 21           | 10           | 9      | 1      | 0     | 0      | 293     | 82      |